# Tomasz Dobrzeniecki
Tomasz "Żarówa" Dobrzeniecki (ur. 14 marca 1971 w Płocku) – polski muzyk, realizator dźwięku, kompozytor, gitarzysta, basista oraz wokalista. Lider zespołu Hazael.
W roku 1990 założył deathmetalowy zespół Hazael, z którym stanął m.in.: na scenie Metalmanii i festiwalu Jarocin. Zespół został rozwiązany w roku 1996. W latach 2007–2012 współpracował z grupą Blind Beyond, z którą wydał album pt. Out of Faith, a następnie, w roku 2012 zasilił zespół Black Mad Lice, współpracując z formacją do 2013 roku. W pierwszej połowie roku 2013 dołączył do thrashmetalowej grupy Alastor, z którą zagrał między innymi na Rock&Rose Fest w Kutnie. Ostatecznie, po roku, opuścił szeregi zespołu. W 2014 roku reaktywował Hazael.. 

## Dyskografia
- Blind Beyond - Out of Faith (2008, Redrum 666)